# Karl von Hein-Valdor
Karl von Hein-Valdor (ur. 1795, zm. 15 maja 1857) – austriacki wojskowy i urzędnik konsularny.
Pełnił funkcję konsula Austrii w Gdańsku (1847-1850), w randze majora, konsula generalnego w Warszawie (1850-1854), w randze pułkownika. W 1856 nadano mu rangę honorową cesarsko-królewskiego (k.k.) generała-majora.